# Byford Dolphin
Die Byford Dolphin war eine säulengestützte Halbtaucherbohrinsel, die vom britischen Unternehmen Dolphin Drilling Pte. Ltd., einem Tochterunternehmen des Herstellers Fred. Olsen Energy, betrieben wurde. Die von der norwegischen Aker Group gebaute Bohrinsel wurde im Februar 1974 in Dienst genommen und kam vorzugsweise zu Bohrungen im britischen Fördergebiet der Nordsee zum Einsatz, unter anderem stand sie für BP und Statoil ASA im Einsatz. Im Jahr 2016 wurde die Byford Dolphin außer Dienst gestellt und zeitweise aufgelegt, später zu den Abwrackwerften von Aliağa in der Türkei geschleppt und dort im Verlauf des Jahres 2019 vollständig abgewrackt. 
Auf der Byford Dolphin ereigneten sich mehrere tödliche Unfälle, unter anderem geschah 1983 auf der Bohrinsel ein schwerer Dekompressionsunfall, bei dem fünf Menschen ihr Leben verloren.

## Beschreibung
Die Bohrinsel vom Typ Aker H3 wurde in den Jahren 1972 bis 1974 unter der Baunummer 695 auf der norwegischen Werft Aker Verdal A/S gebaut. Sie war mit 11.792 BRZ und 3.538 NRZ vermessen. Die in Singapur registrierte Bohrinsel gehörte der Byford Dolphin Pte. Ltd.
Die Bohrinsel konnte bis zu einer Wassertiefe von 458 Meter eingesetzt werden. Die maximale Bohrtiefe lag bei 6096 Meter. Die Bohrinsel konnte noch bei Orkanstärke mit Windgeschwindigkeiten von bis zu 100 Knoten (rund 50 m/s) und 31 Meter hohen Wellen eingesetzt werden. Die Schleppgeschwindigkeit lag bei bis zu 4,5 Knoten.
Für die Stromversorgung standen vier Dieselgeneratoren von Rolls-Royce mit einer Scheinleistung von jeweils 1.910 kVA sowie ein Notgenerator von MTU mit einer Scheinleistung von 844 kVA zur Verfügung.
An Bord gab es Unterbringungsmöglichkeiten für bis zu 102 Personen.

## Dekompressionsunfall von 1983
Der Unfall ereignete sich am 5. November 1983 um 4:00 Uhr, als sich die Bohrinsel im norwegischen Frigg-Erdgasfeld der Nordsee befand. Zu diesem Zeitpunkt hielten sich vier Taucher (Edwin Arthur Coward (Brite, 35 Jahre alt), Roy P. Lucas (Brite, 38), Bjørn Giæver Bergersen (Norweger, 29) und Truls Hellevik (Norweger, 34)) und zwei Assistenten (William Crammond (Brite, 32) und Martin Saunders) in zwei Dekompressionskammern auf, die über eine kurze Passage mit einer Taucherglocke verbunden waren. Als ein Taucher versuchte, die Luke zwischen dem Kammersystem und der Passage zu schließen, kam es innerhalb des Bruchteils einer Sekunde zu einem explosiven Abfall des Kammerdrucks von neun Atmosphären auf eine Atmosphäre. Ein Assistent und alle vier Taucher wurden dabei sofort getötet; ein weiterer Assistent wurde schwer verletzt.

### Unfallhergang

Schema des Kammersystems und der Taucherglocke zum Zeitpunkt des Unfalls

Zum Unfallzeitpunkt war die Verbindungspassage zwischen den Dekompressionskammern 1 und 2 sowie der Taucherglocke über eine Klemmvorrichtung verschlossen. Diese Klemmvorrichtung wurde durch zwei Assistenten bedient, die beide selbst erfahrene Taucher waren. Es bestand eine Verbindung zu einer dritten Dekompressionskammer, die aber keine Rolle beim Unfall spielte. Coward und Lucas ruhten zum Unfallzeitpunkt in Kammer 2 bei einem Druck von 9 atm. Die Taucherglocke mit Tauchern Bergersen und Hellevik war gerade hochgezogen und mit der Passage verbunden worden. Beide Taucher ließen ihr nasses Tauchgerät in der Passage zurück und stiegen zur Kammer 1 hoch.
Der normale Arbeitsablauf zum Verlassen der Taucherglocke war wie folgt:
1. Luke zur Taucherglocke schließen
2. Druck der Taucherglocke leicht erhöhen, um die Luke dicht zu schließen
3. Luke zwischen Passage und Kammer 1 schließen
4. Druck der Passage langsam auf 1 atm absenken
5. Klemmvorrichtung öffnen, um die Taucherglocke vom Kammersystem zu trennen.

Nachdem die ersten beiden Schritte durchgeführt worden waren und Hellevik mit dem nächsten Schritt hätte fortfahren sollen, öffnete einer der Assistenten aus unbekanntem Grund die Klemmvorrichtung, was zur explosiven Dekompression des Kammersystems auf 1 atm führte. Eine gewaltige Druckwelle schoss aus der Druckkammer in die Passage und stieß die Taucherglocke weg.
Der Assistent, der die Klemmvorrichtung öffnete, wurde getötet, der andere schwer verletzt. Hellevik, der dem höchsten Druckgradienten ausgesetzt war, wurde durch den Luftstrom durch die halb geöffnete Luke der Druckkammer 1, die den Durchgang zur Taucherglocke normal verschloss (die Breite der Öffnung betrug nur ca. 60 cm), hindurchgedrückt und sofort getötet, wobei sein Körper an der Lukenkante quasi in zwei Teile gerissen wurde. Alle seine Gliedmaßen sowie Brust- und Unterleibsorgane, einschließlich der Brustwirbelsäule, wurden durch die Luke und den Verbindungstunnel geschleudert und im Außenbereich verteilt. Überreste seines Körpers wurden später auf der Plattform verstreut gefunden, darunter in der Nähe des Bohrturms, der sich mehr als 10 m über den Druckkammern befand. Die anderen Taucher waren ebenfalls dem rapiden Druckabfall ausgesetzt und wurden sofort getötet.

### Obduktionsbefund
Eine Autopsie an den vier Tauchern stellte auffällig große Fettansammlungen in den großen Blutgefäßen sowie den Herzkammern fest, sowie in den Blutgefäßen verschiedener Organe, besonders der Leber. Dieses Fett war wahrscheinlich nicht embolisch, sondern schlug sich in situ aus dem Blut nieder, als dieses siedete und die Lipoproteine durch die Denaturierung unlöslich wurden. Die Totenstarre war ungewöhnlich stark ausgeprägt. Die Blutansammlungen in inneren Organen waren hellrot, und in zwei Fällen wurden zahlreiche Blutungen in der Leber festgestellt. In allen Organen wurden große Mengen von Gas in den Blutgefäßen gefunden und im Weichgewebe wurden Blutungen festgestellt. Einer der Taucher wies eine große Blase unter der Bindehaut seines Auges auf.

### Untersuchung und Gerichtsverfahren
Eine Untersuchungskommission kam zum Ergebnis, dass der Unfall auf menschliches Versagen durch den Assistenten, der die Klemmvorrichtung öffnete, zurückzuführen sei. Besatzungsmitglieder der Byford Dolphin und die Gewerkschaft NOPEF (Norwegian oil and petro-chemical union) warfen der Kommission vor, nicht ausreichend auf technische Fehlerursachen eingegangen zu sein, und machten Ausnahmeregelungen der norwegischen Behörde Oljedirektoratet für das Unglück verantwortlich. Die Taucheinrichtung, die noch aus dem Jahr 1975 stammte, war nicht mit ausfallsicheren Luken und weiteren Sicherheitsmerkmalen ausgestattet, die eine Öffnung der Passage bei Überdruck verhindert hätten. Als Reaktion auf den Unfall wurde in den 1990er Jahren die Interessenvereinigung Nordsjødykker Alliansen gegründet. Die Familien der getöteten Taucher erhielten 2009 eine Entschädigung von der norwegischen Regierung.

## Weitere Unfallereignisse
Bereits im Jahr 1976 hatte es, nachdem die Bohrinsel vor Bergen zeitweise auf Grund gelaufen war, bei der nachfolgenden Evakuierung der Plattform sechs Todesopfer gegeben. Diese Besatzungsangehörigen waren während der Evakuierung ins Meer gestürzt und ertrunken.
Ein weiterer Todesfall geschah im April 2002, als ein Arbeiter an Deck sich tödliche Kopfverletzungen zuzog. Die norwegische Statoil ASA, in deren Auftrag die Bohrinsel zu diesem Zeitpunkt tätig war, meldete danach Sicherheitsbedenken an und zog sich aus einem mit Dolphin Drilling Pte. Ltd. abgeschlossenen Erschließungsvertrag zurück.